# Associazione Calcio Forlì 1963-1964
Questa voce raccoglie le informazioni riguardanti l'Associazione Calcio Forlì nelle competizioni ufficiali della stagione 1963-1964.

## Stagione
Nella stagione 1963-1964 il Forlì disputa il girone B del campionato di Serie C, un torneo a 18 squadre che prevede una promozione e due retrocessioni. Con 45 punti si piazza in seconda posizione alle spalle del Livorno che vince il torneo con 48 punti e sale in Serie B. Retrocedono in Serie D la Vis Pesaro ed il Rapallo Ruentes.
Dopo la sofferta salvezza della stagione scorsa il Forlì disputa in quella attuale un campionato straordinario. L'allenatore Libero Zattoni, che aveva giocato nel Forlì dal 1947 al 1949 e allenato il Forlì dal 1953 al 1958, assembla una formazione molto forte, dà fiducia al portiere Ezio Genero, trasforma Bruno Boschi in un mediano di sostanza, con Aldo Lucci stopper e Giancarlo Capucci libero. A centrocampo detta i tempi la classe del regista Vittorio Zanetti e la mezzala Carlo Ceccotti. L'attacco è irresistibile, a destra Mario Gerardi con la sua velocità, a sinistra Enzo Ferrari da San Donà di Piave, dotato di un fisico poderoso e di un tiro al fulmicotone, mentre centravanti è l'indimenticato Silvano Magheri, il finalizzatore con 14 reti, l'attaccante simbolo del Forlì di tutti i tempi. Si inizia alla grande il torneo con tre vittorie di fila e si continua a lottare per la promozione fino al termine, il 9 gennaio 1964 nel recupero della tredicesima giornata, in un Tullo Morgagni sepolto dalla neve, i biancorossi superano anche il Livorno (1-0) che poi salirà in Serie B.

## Rosa
| N. |                   | Ruolo | Calciatore        |
| -- | ----------------- | ----- | ----------------- |
|    | Italia (bandiera) | C     | Bruno Boschi      |
|    | Italia (bandiera) | D     | Giancarlo Capucci |
|    | Italia (bandiera) | C     | Carlo Ceccotti    |
|    | Italia (bandiera) | P     | Paolo Danese      |
|    | Italia (bandiera) | D     | Aldo Daniele      |
|    | Italia (bandiera) | A     | Enzo Ferrari      |
|    | Italia (bandiera) | C     | Ezio Genero       |
|    | Italia (bandiera) | A     | Enzo Gerardi      |
|    | Italia (bandiera) | D     | Gianni Girotti    |

| N. |                   | Ruolo | Calciatore           |
| -- | ----------------- | ----- | -------------------- |
|    | Italia (bandiera) | C     | Aldo Lucci           |
|    | Italia (bandiera) | C     | Paolo Luzi           |
|    | Italia (bandiera) | A     | Silvano Magheri      |
|    | Italia (bandiera) | C     | Francesco Paglionico |
|    | Italia (bandiera) | C     | Roberto Proli        |
|    | Italia (bandiera) | D     | Mauro Strocchi       |
|    | Italia (bandiera) | D     | Alfredo Tardivo      |
|    | Italia (bandiera) | C     | Bruno Villa          |
|    | Italia (bandiera) | C     | Vittorio Zanetti     |

## Risultati

### Girone di andata
| Arbitro: | Anzellotti (Chieti) |

|                   |           |                                    |
| Fiorindi 55’, 80’ | Marcatori | 43’ Ceccotti 72’, 76’, 85’ Magheri |

| Arbitro: | Motta (Monza) |

|            |           |  |
| Gerardi 3’ | Marcatori |  |

| Arbitro: | Bonfanti (Carnate) |

|  |           |             |
|  | Marcatori | 43’ Magheri |

| Arbitro: | Quaranta (Bari) |

|             |           |             |
| Gerardi 82’ | Marcatori | 41’ Gratton |

| Arbitro: | Prandstraller (Mestre) |

|             |           |  |
| Ferrari 13’ | Marcatori |  |

| Arbitro: | Sanguineti (Chiavari) |

|                 |           |  |
| Balestrieri 57’ | Marcatori |  |

| Arbitro: | Fogliamanzillo (Torre Annunziata) |

|             |           |             |
| Zanetti 42’ | Marcatori | 47’ Filippi |

| Arbitro: | Magrini (Venezia) |

|            |           |  |
| Fusari 16’ | Marcatori |  |

| Arbitro: | Litteri (Trieste) |

|  |           |             |
|  | Marcatori | 59’ Ferrari |

| Arbitro: | Firmi (Crema) |

|             |           |  |
| Magheri 20’ | Marcatori |  |

| Arbitro: | Paciello (Foggia) |

|                          |           |  |
| Ceccotti 52’ Gerardi 63’ | Marcatori |  |

| Arbitro: | Fioretti (Roma) |

|               |           |             |
| Jaconissi 18’ | Marcatori | 29’ Danieli |

| Arbitro: | Rimoldi (Milano) |

|             |           |  |
| Magheri 14’ | Marcatori |  |

| Arbitro: | Capriccioli (Roma) |

|  |           |             |
|  | Marcatori | 19’ Magheri |

| Forlì 29 dicembre 1963 15ª giornata | Forlì              | 0 – 0 | Arezzo | Stadio Tullo Morgagni\| Arbitro: \| Marchiori (Padova) \| |
| Arbitro:                            | Marchiori (Padova) |       |        |                                                           |

| Arbitro: | Losacco (Bari) |

|  |           |             |
|  | Marcatori | 88’ Ferrari |

| Forlì 12 gennaio 1964 17ª giornata | Forlì         | 0 – 0 | Cesena | Stadio Tullo Morgagni\| Arbitro: \| Negri (Monza) \| |
| Arbitro:                           | Negri (Monza) |       |        |                                                      |

### Girone di ritorno
| Arbitro: | Cicconetti (Pordenone) |

|                          |           |                   |
| Ferrari 30’ Ceccotti 40’ | Marcatori | 7’, 85’ Castagner |

| Arbitro: | Vitullo (Roma) |

|  |           |             |
|  | Marcatori | 63’ Magheri |

| Arbitro: | Pieroni (Roma) |

|                        |           |            |
| Magheri 15’ Gerardi 65 | Marcatori | 80’ Rivara |

| Arbitro: | Figuccia (Marsala) |

|                |           |             |
| Filippazzo 52’ | Marcatori | 44’ Tardivo |

| Arbitro: | De Angelis (Pescara) |

|                          |           |              |
| Zecchini 10’ Cignani 76’ | Marcatori | 25’ Ceccotti |

| Forlì 23 febbraio 1964 23ª giornata | Forlì            | 0 – 0 | Pisa | Stadio Tullo Morgagni\| Arbitro: \| Gonella (Torino) \| |
| Arbitro:                            | Gonella (Torino) |       |      |                                                         |

| Arbitro: | Galatolo (Santa Margherita Ligure) |

|               |           |  |
| Seghedoni 60’ | Marcatori |  |

| Arbitro: | Lattanzi (Roma) |

|             |           |  |
| Daniele 80’ | Marcatori |  |

| Arbitro: | Paglia (Cremona) |

|                               |           |                               |
| Magheri 13’, 23’ Ceccotti 81’ | Marcatori | 8’ Venturelli 26’ Bongiovanni |

| Empoli 29 marzo 1964 27ª giornata | Empoli           | 0 – 0 | Forlì | Stadio Carlo Castellani\| Arbitro: \| Bosello (Padova) \| |
| Arbitro:                          | Bosello (Padova) |       |       |                                                           |

| Arbitro: | Capriccioli (Roma) |

|             |           |  |
| Cocciuti 6’ | Marcatori |  |

| Arbitro: | Olivati (Alessandria) |

|  |           |            |
|  | Marcatori | 44’ Smersy |

| Livorno 19 aprile 1964 30ª giornata | Livorno                | 0 – 0 | Forlì | Stadio Comunale\| Arbitro: \| Gandiolo (Alessandria) \| |
| Arbitro:                            | Gandiolo (Alessandria) |       |       |                                                         |

| Arbitro: | Messinese (Taranto) |

|                          |           |  |
| Ceccotti 58’ Zanetti 69’ | Marcatori |  |

| Arbitro: | Ghirardello (Milano) |

|                  |           |                                      |
| Fantini 58’, 85’ | Marcatori | 53’ Gerardi 54’ Ceccotti 75’ Magheri |

| Arbitro: | Vacchini (Milano) |

|                    |           |                |
| Magheri 10’ (rig.) | Marcatori | 13’ Bernasconi |

| Arbitro: | Caligaris (Alessandria) |

|  |           |                          |
|  | Marcatori | 35’ Magheri 60’ Ceccotti |